# Francisco Javier Mandiola
Francisco Javier Mandiola (Copiapó, 3 de febrero de 1820 - Santiago, 5 de septiembre de 1900) fue un pintor chileno, perteneciente al grupo de los primeros que se dedicaron a este arte en el país; discípulo del francés Raymond Monvoisin.

## Biografía
Hijo de José Ignacio Mandiola y Vargas y Manuela Campo y Castillo, desde muy joven mostró vocación para la pintura. Sus padres, que pertenecían a distinguidas familias y poseían una regular fortuna, lo estimularon y le dieron "una educación de lo más completa para la época".
Francisco Javier Mandiola vivió su infancia en Copiapó, ciudad natal donde cursó sus primeros estudios, antes de ser enviado a la capital, donde terminó su educación en los colegios de los Zapata y del presbítero Romo, famosos en aquella época. En el de Romo, Mandiola tuvo como profesor de dibujo a José Lastra, hijo del general Francisco de la Lastra, y se convirtió en su mejor alumno; después, el joven Mandiola sucedería como profesor a Lastra.
A los 21 años, se casó con Carmen Luco y Varela (la pareja tuvo numerosa descendencia), nieta del pintor y escultor Ignacio Andía y Varela. Inspirado por la obra de este, Mandiola se dedicó por un tiempo al tallado de esculturas religiosas para diversos templos de Santiago; también escribió una biografía de Andía, que publicó en el semanario de artes El Taller Ilustrado.
Pocó después de la llegada de Raymond Monvoisin, Mandiola tomó clases de pintura con este maestro francés, del que fue aventajado alumno. La influencia de Monvoisin fue decisiva en su arte del retrato, como puede comprobarse en Retrato de mi hermana. Este óleo fue uno de los dos cuadros (el otro es La guasa, de Clara Filleul) que fueron impactados por balas disparadas por militares durante el golpe de Estado en Chile de 1973; en 2014 Manuel Tello realizó un documental de 30 minutos sobre ese incidente.
Cuando en 1849 comenzó a funcionar la Academia de Pintura, Mandiola ingresó en ella a completar sus estudios artísticos y tuvo como profesor a Alejandro Cicarelli.
Mandiola más tarde enseñó en su colegio, y abrió un taller de pintura en el centro de Santiago, donde recibía encargos, principalmente para retratar a personajes de la alta sociedad local.
Participó en numerósisimas muestras colectivas y recibió algunas distinciones (por ejemplo, medalla de oro en la Exposición Nacional de 1847); los principales museos chilenos guardan obras suyas.

## Trayectoria

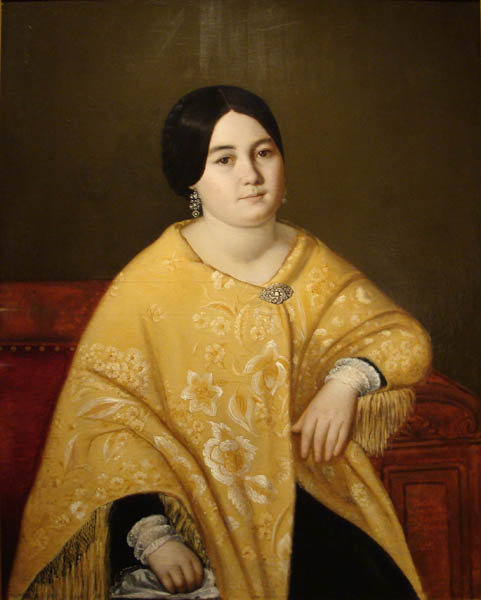
Retrato de mi hermana, 1842, MNBA.

Mandiola tuvo una primera etapa en la que se dedicaba mayormente a temas religiosos; de ejemplo puede servir su óleo Vírgenes, que fue muy apreciado en su época, y las copias de obras del pintor español Bartolomé Esteban Murillo, como El Crucificado y San José y el Niño, ambas destinadas a la iglesia de las Agustinas.
Pero fue en el retrato en el género en el que Mandiola triunfó, alcanzando renombre en la alta sociedad chilena de entonces. Los especialistas señalan que sus obras destacan por el uso que hace del color. Mandiola, a quien le interesa poco la composición general y la perfección del dibujo, "es un colorista del detalle, maneja con delicadeza los tonos más característicos y apropiados a los personajes, aplicándolos con pinceladas vigorosas y envolventes, que remiten en una mínima medida a la técnica velazquiana de la pincelada como forma y color".

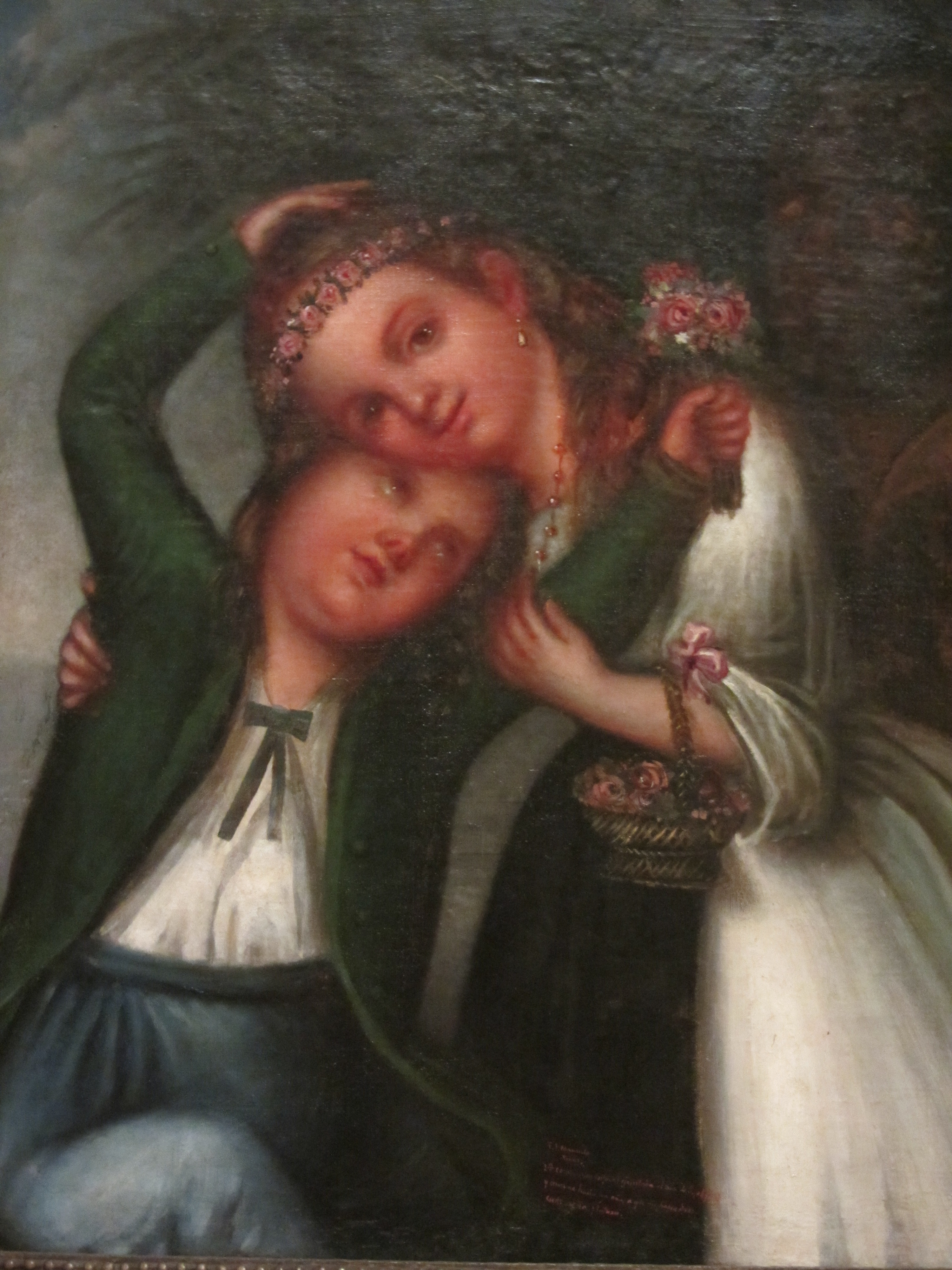
Los senoritos, MMBAV.

Aunque la influencia de su maestro francés fue decisiva, estos pintores tienen importantes diferencias: si Monvoisin "se mantuvo con frecuencia en el tema noble o el retrato aristocrático", Mandiola "descendió a lo popular y pintó mendigos o ingenuos retratos de gentes sencillas y humildes", por lo que "en cierto modo es el iniciador de la pintura de género" en Chile.
Algunos consideran que sus pinturas mejor logradas son Retrato de niña y Cabeza de estudio, donde "consigue con sencillez sintética una gran gracia, insinuante y sugerente, a través de un delicado uso del claroscuro".
Francisco Javier Mandiola integra el grupo de los primeros pintores nacionales, "compuesto por artistas de la recién formada república, alumnos destacados de los maestros europeos, y quienes, a la vez, allanaron el camino para los futuros pintores académicos".

## Obras en colecciones públicas
| Imagen | Título                                                                                                 | Año                 | Técnica           | Dimensiones     | Localización                                  | Ciudad     |
| ------ | --- | ------------------- | ----------------- | --------------- | --------------------------------------------- | ---------- |
|        | Autorretrato                                                                                           | mediados del s. XIX | óleo sobre tela   | 87 x 72 cm      | Museo Nacional de Bellas Artes (MNBA)         | Santiago   |
|        | Retrato de mi hermana                                                                                  | 1842                | óleo sobre tela   | 102 x 82 cm     | MNBA                                          | Santiago   |
|        | Cabeza de estudio                                                                                      | mediados del s. XIX | óleo sobre tela   | 44 x 34 cm      | MNBA                                          | Santiago   |
|        | Mi hijo Ignacio                                                                                        | mediados del s. XIX | óleo sobre madera | 36 x 31 cm      | MNBA                                          | Santiago   |
|        | Retrato de niña                                                                                        | 1857                | óleo sobre tela   | 50 x 43 cm      | MNBA                                          | Santiago   |
|        | El mendigo                                                                                             | hacia 1853          | óleo sobre tela   | 211 x 138 cm    | MNBA                                          | Santiago   |
|        | Retrato de doña Juana de Andía                                                                         | s. XIX              | óleo sobre tela   | 68 x 56 cm      | MNBA                                          | Santiago   |
|        | Retrato de doña Juana Andía y Varela y Fernández de Rebolledo                                          | hacia 1850          | óleo sobre tela   | 83 x 63.5 cm    | Museo Regional de Rancagua                    | Rancagua   |
|        | Retrato de la segunda esposa de Don Apolinaldo Soto                                                    | s. XIX              | óleo sobre tela   | 29 x 19 cm      | Pinacoteca de la Universidad de Concepción    | Concepción |
|        | Retrato de la segunda esposa de Don Apolinaldo Soto                                                    | s. XIX              | óleo sobre tela   | 29 x 19 cm      | Pinacoteca de la Universidad de Concepción    | Concepción |
|        | Interior de casa de una santera                                                                        | s. XIX              | óleo sobre tela   | 70 x 59 cm      | Pinacoteca de la Universidad de Concepción    | Concepción |
|        | El pillete Patricio                                                                                    | 1847                | óleo sobre tela   | 55.3 x x65.5 cm | Museo O'Higginiano y de Bellas Artes de Talca | Talca      |
|        | Retrato de Pedro León Gallo                                                                            | 1847                | óleo sobre tela   | 146 x x106 cm   | Museo Histórico Nacional                      | Santiago   |
|        | Retrato de Mariano Egaña                                                                               | hacia 1846          | óleo sobre tela   | 118 x 91 cm     | Museo Histórico Nacional                      | Santiago   |
|        | Los señoritos                                                                                          | mediados del s. XIX | óleo sobre tela   | 72 x 59 cm      | Museo Municipal de Bellas Artes de Valparaíso | Valparaíso |
|        | Retrato de doña Ventura Argandoña (atribuido)                                                          | hacia 1846          | óleo sobre tela   | 77 x 64 cm      | Museo Histórico Gabriel González Videla       | La Serena  |
|        | Retrato de José Miguel Carrera (Copia hecha hacia 1920 por Manuel Núñez González del original de 1850) | 1850 (original)     | óleo sobre tela   | 72 x 59 cm      | La Moneda, salón de los Carrera               | Santiago   |

## Premios y reconocimientos
- Medalla de oro en exposición organizada en septiembre de 1845 con el auspicio del Gobierno de Chile
- Medalla de oro en Pintura en el Primer Salón organizado en 1846 en Santiago, por iniciativa de la Cofradía del Santo Sepulcro
- Medalla de oro en Pintura en Exposición de Artes e Industria 1847, Santiago
- Recomendación del Jurado en el Salón de Santiago 1848
- Mención Honrosa en Exposición de Artes e Industria 1849, Santiago
- Medalla de segunda clase en Pintura, Salón de Santiago 1854
- Diploma de honor en la Exposición Internacional de Santiago 1875